# Razbojna (distrikt i Tărgovisjte)
Razbojna (bulgariska: Разбойна) är ett distrikt i Bulgarien.   Det ligger i kommunen Obsjtina Tărgovisjte och regionen Tărgovisjte, i den nordöstra delen av landet, 270 km öster om huvudstaden Sofia. Antalet invånare är 559.